# Pedro Lazaga
Pedro Lazaga Sabater (Valls, Tarragona, 3 de octubre de 1918-Madrid, 30 de noviembre de 1979) fue un director y guionista de cine español.

## Biografía

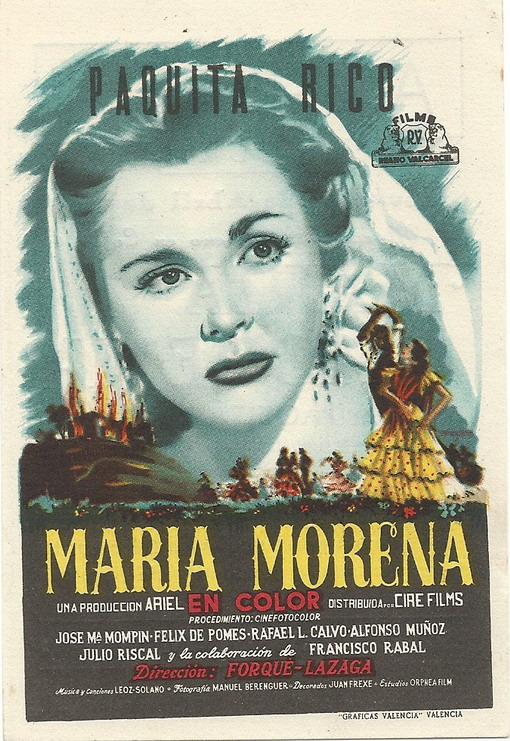
Cartel de María Morena (1951) codirigida por Pedro Lazaga y José María Forqué

Se introdujo en el mundo del cine en 1946 como uno de los guionistas de la película de Carlos Serrano de Osma, Abel Sánchez. En 1948 hizo su debut como director en Campo bravo, en colaboración con Jacinto Esteva. Su primer éxito de crítica llega en 1955 con Cuerda de presos, que, aunque no tuvo mucho éxito de taquilla, le permitió seguir dirigiendo hasta la década de 1970. Fue a su vez el marido de María Busto. Su hijo Pedro Manuel es el esposo de la cantante Rosario, mientras que su hijo Álvaro es un conocido peregrino del Camino de Santiago, con 55 caminos realizados.

## Filmografía

### Como director
- Campo Bravo (1948)
- María Morena  (1951)
- Hombre acosado (1952)
- La patrulla (1954)
- El frente infinito (1956)
- Torrepartida (1956)
- Cuerda de presos (1956)
- La vida es maravillosa  (1956)
- Roberto el diablo  (1957)
- El fotogénico (1957)
- Las muchachas de azul (1957)
- Ana dice sí (1958)
- La frontera del miedo  (1958)
- El aprendiz de malo (1958)
- Los tramposos (1959)
- Miss Cuplé (1959)
- Luna de verano  (1959)
- Los económicamente débiles (1960)
- La fiel infantería (1960)
- Trío de damas  (1960)
- Los siete espartanos (1962)
- Sabían demasiado (1962)
- Aprendiendo a morir (1962)
- Martes y trece (1962)
- La pandilla de los once (1963)
- Trampa para Catalina (1963)
- Eva 63 (1963)
- Fin de semana  (1964)
- El cálido verano del Señor Rodríguez  (1965)
- El tímido (1965)
- Dos chicas locas, locas (1965)
- La corrida (1965)
- Un vampiro para dos  (1965)
- Las viudas-Luna de miel  (1966)
- Operación Plus Ultra (1966)
- Nuevo en esta plaza  (1966)
- La ciudad no es para mí (1966)
- Posición avanzada  (1966)
- Novios 68  (1967)
- Los chicos del Preu (1967)
- El rostro del asesino (1967)
- Las cicatrices (1967)
- ¿Qué hacemos con los hijos?  (1967)
- Los guardiamarinas  (1967)
- Sor Citroën  (1967)
- La chica de los anuncios (1968)
- ¡Cómo sois las mujeres! (1968)
- No desearás la mujer de tu prójimo  (1968)
- El turismo es un gran invento  (1968)
- No le busques tres pies... (1968)
- El otro árbol de Guernica  (1969)
- A 45 revoluciones por minuto (1969)
- Las amigas  (1969)
- Abuelo Made in Spain  (1969)
- ¿Por qué pecamos a los cuarenta? (1969)
- Verano 70  (1969)
- El dinero tiene miedo  (1970)
- Las secretarias (1970)
- El abominable hombre de la Costa del Sol  (1970)
- Las siete vidas del gato (1970)
- Blanca por fuera y Rosa por dentro  (1971)
- Black story (La historia negra de Peter P. Peter)  (1971)
- Hay que educar a papá  (1971)
- Vente a Alemania, Pepe  (1971)
- El vikingo (1972)
- La mansión de la niebla  (1972)
- ¡No firmes más letras, cielo! (1972)
- Vente a ligar al Oeste  (1972)
- El padre de la criatura (1972)
- Mil millones para una rubia (1972)
- París bien vale una moza  (1972)
- Las estrellas están verdes (1973)
- El abuelo tiene un plan  (1973)
- Una mujer de cabaret (1974)
- Cinco almohadas para una noche (1974)
- El amor empieza a medianoche (1974)
- El chulo  (1974)
- Yo soy Fulana de Tal (1975)
- En la cresta de la ola  (1975)
- Largo retorno  (1975)
- Tres suecas para tres rodríguez (1975)
- La amante perfecta (1976)
- Fulanita y sus menganos (1976)
- El alegre divorciado  (1976)
- Ambiciosa  (1976)
- Terapia al desnudo (1976)
- Estoy hecho un chaval (1977)
- Hasta que el matrimonio nos separe  (1977)
- El ladrido (1977)
- Vota a Gundisalvo  (1977)
- ¡Vaya par de gemelos! (1978)
- Estimado Sr. juez...(1978)
- Siete chicas peligrosas (1979)

### Como guionista
- Embrujo (1947).
- Niebla y sol (1951).
- Trampa para Catalina (1961).
- El tímido (1965).
- El rostro del asesino (1969).
- Las siete vidas del gato (1970).
- Blanca por fuera, Rosa por dentro (1971).
- Mil millones para una rubia (1972).
- Una mujer de cabaret (1974).
- Ambiciosa (1975).

## Premios y distinciones
Festival Internacional de Cine de San Sebastián
| Año  | Categoría                           | Película    | Resultado |
| ---- | ----------------------------------- | ----------- | --------- |
| 1954 | Mejor director en película española | La patrulla | Ganador   |